# Point of Fethaland
Point of Fethaland är en udde i Storbritannien.   Den ligger i kommunen Shetlandsöarna och riksdelen Skottland, i den norra delen av landet, 1 000 km norr om huvudstaden London.
Terrängen inåt land är platt. Havet är nära Point of Fethaland åt nordost.